# Ден Браун
Ден Бра́ун (англ. Dan Brown, Daniel Gerhard Brown; нар. 22 червня 1964, Ексетер, штат Нью-Гемпшир, США) — американський письменник, журналіст, музикант.
Написав кілька відомих творів, серед яких «Код да Вінчі» та «Янголи і демони», що розповідають про таємниці в суспільстві, символіці, змовах. Ці книги перекладені на більш ніж 40 мов та продані у кількості близько 90 мільйонів екземплярів (на 2009 рік). Головний герой цих книг — Роберт Ленґдон, головна тема — історія та християнство, і, як результат, до них ставляться по-різному. Браун на своєму сайті зазначає, що його твори не є антихристиянськими, а його «Код да Вінчі» — «розважальна історія, яка сприяє духовному обговоренню і дискусії».
Його роман «Цифрова фортеця» розповідає таємниці криптографії та АНБ (Агентство національної безпеки США).
2009-го вийшла книга Брауна — «Втрачений символ», яка спочатку повинна була вийти під назвою «Ключ Соломона». Головний герой цієї книги також Роберт Ленґдон, дія відбувається в Вашингтоні. Головному герою треба розгадати таємницю франко-масонів.
У 2013 році світ побачила четверта книга з серії про Роберта Ленґдона. Реліз відбувся 14 травня. П'ята книга про пригоди Роберта Ленґдона, «Джерело», була опублікована у 2017 році.

## Біографія

### Ранні роки
Народився у штаті Нью-Гемпшир (США) 22 червня 1964 року. Він виріс на кампусі Академії Філіпс-Екзетер, де його батько, Річард Дж. Браун, викладав математику і писав книги впродовж 1968—1997 років.
Протягом дитинства Браун відвідував Єпископальну церкву, але пізніше він відійшов від християнства через те, що хотів вивчати релігію з об'єктивної точки зору.
Інтерес Брауна до секретів і загадок виник ще з дитинства, де коди та шрифти були стрижнем, який пов'язував математику, музику та мову в єдине ціле. Наприклад, на Різдво Ден та його брати і сестри не шукали подарунки під ялинкою, а розшифровували карту скарбів, яка завдяки кодам та загадкам приводила їх до подарунка. Після закінчення Академії Філіпс-Екзетер Браун вступив до Емгерстського коледжу. Там він грав у сквош та співав у хорі. Протягом 1985 року відвідував курс історії мистецтва у Севільському університеті. У 1986 році закінчив Емгерстський коледж.

### Композитор і співак
Після закінчення Емгерстського коледжу, Браун цікавився музичною кар'єрою, створюючи на синтезаторі музичні ефекти для дитячих касет.
У 1991 переїхав до Голлівуду, щоб продовжити кар'єру композитора та піаніста. Одночасно викладав у підготовчій школі у Беверлі Гіллз.
Переїхавши у 1993 році назад до Нью-Гемпшира, випустив CD-диск з власними піснями.
Почав викладати англійську та іспанську мову у школі.

## Кар'єра письменника
Під час відпустки на Таїті у 1993 році, Браун, під враженнями від роману «Змова кінця світу» Сідні Шелдона, вирішує писати трилери.
Починає працювати над романом «Цифрова фортеця». Разом з дружиною публікують гумористичну книжку «187 чоловіків, яких потрібно уникати: путівник для жінок, розчарованих у романтиці» під псевдонімом «Даніель Браун». В інформації про автора написано: «Даніель Браун проживає у Новій Англії: вчителює, пише книжки і уникає чоловіків».
У 1996 році Браун припиняє кар'єру вчителя для того, щоб повністю віддатись літературі. Завдяки підтримці дружини, у 1998 році публікується «Цифрова фортеця». Згодом Браун починає працювати над романом «Янголи і демони», який є початком пригод гарвардського експерта символіки Роберта Ленґдона. Одночасно виходить роман «Точка обману».
Перші три романи не мали великого успіху. Але у 2003 році світ побачив «Код да Вінчі», роман, який прославив автора на весь світ.
У 2009 році був опублікований третій роман про Роберта Ленґдона «Втрачений символ». У травні 2013 року нова захоплива історія «Інферно» після виходу зразу стала бестселером.
У 2017 році світ побачив нові пригоди Роберта Ленґдона в романі «Джерело».
У 2006 році Браун заявив, що має намір написати ще 12 книг про Роберта Ленґдона.
Персонажі у книжках Брауна названі на честь людей, які займають певне місце у житті автора. Так, Роберт Ленґдон носить ім'я Джона Ленґдона, який створив амбіграми, що використовуються у романі «Янголи і демони».

## Вплив
Крім Сідні Шелдона, Браун черпав своє натхнення ще з кількох літературних творів:
- «Гедель, Ешер, Бах» Дугласа Гофстедтера;
- «Коди, шрифти, криптограми та інші способи прихованої комунікації» Фреда Ріксона;
- «Про мишей та людей» Джона Стейнбека;
- «Гра слів: амбіграми та їх відображення на мистецтві» Джона Ленгдона;
- «Багато галасу з нічого» Вільяма Шекспіра;
- «Палац загадок» Джеймса Бемфорда.

У його романах можна прослідкувати закономірність: головний герой, якого закинули у нове для нього середовище, жінка з сильним характером, подорож до цікавих місць і лише 24 години, щоб розгадати загадку.

## Благодійність
В жовтні 2004 року Ден Браун разом зі своїми братами та сестрами пожертвували 2.2 мільйони доларів Академії Філіпс-Екзетер в честь їх батька. За ці кошти малозабезпеченим студентам купили комп'ютери та високотехнологічне обладнання.
Браун та його дружина також підтримують Благодійний фонд Нью Гемпшира. 14 серпня 2011 року вони заснували Стипендіальний фонд випускників 1986 року Дена та Блайт Браунів, щоб відсвяткувати возз'єднання з Емгерстським коледжем. Дохід цього фонду надає фінансову допомогу студентам, які зацікавленні у письменницькій діяльності.

## Критика

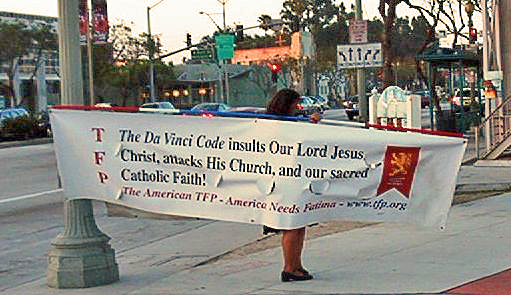
Протест біля театру «The Pacific Culver Stadium», у Калвер-Сіті, штат Каліфорнія.
20 травня 2006 року

Багато критиків оцінюють стиль написання автора як «незграбний». Великої критики зазнала передмова до роману «Код да Вінчі», де зазначається, що «…всі описи творів мистецтва, архітектурних пам'яток, документів і таємних обрядів у цьому романі відповідають дійсності.» Ден Браун відповів у своєму інтерв'ю на шоу Today Мета Лауера: «У своїх книгах я роблю все навмисно і специфічно. Тобто, я намагаюсь поєднати факти та вигадку в дуже сучасному та ефективному стилі, розповісти історію. Деякі люди розуміють, що я роблю. Вони, можна сказати, сідають на поїзд, вирушають у подорож і чудово проводять час. Але є й інші люди, які, напевно, читали твори іншого письменника.»

### Роберт Ленґдон
- 2000 — Янголи та демони
- 2003 — Код да Вінчі
- 2009 — Втрачений символ
- 2013 — Інферно
- 2017 — Джерело
- 2025 — The Secret of Secrets (укр. «Таємниця з таємниць»)

### Гумористичні твори
- 1995 —"187 чоловіків, яких потрібно уникати: путівник для жінок, розчарованих у романтиці" (опублікований під псевдонімом «Даніель Браун»)
- 1998 — «The Bald Book»

## Екранізації

### Фільми
- 2006 — Код да Вінчі
- 2009 — Янголи і демони
- 2016 — Інферно

### Серіали
- 2021 ― Втрачений символ

## Переклади українською

### Скандал з українським перекладом «Коду да Вінчі»
У 2006 році українською книгу надрукувало видавництво КСД. Під час публікації книги українською розгорівся скандал між «Клубом сімейного дозвілля» та журналом «Всесвіт», який паралельно друкував переклад роману. Керівництво КСД звернулося до журналу, заявивши, що офіційні права на публікацію «Коду да Вінчі» українською є саме у них. Після цього «Всесвіт» нібито припинив публікацію перекладу роману, але врешті-решт останні розділи твору було надруковано в журналі № 11/12 за 2006 рік і відтак у журналі з'явилися всі 105 розділів роману.
Анжела Кам'янець, перекладачка «Коду да Вінчі» для КСД розкритикувала переклад Віктора Шовкуна, який займався перекладом роману для журналу «Всесвіт». У відповідь на критику Шовкун заявив: "Водночас, оцінюючи вартісність харківського видання, не можу не звернути увагу на ту антирекламу щонайнижчого ґатунку, до якої вдалися вельмишановні культуртрегери з «Книжкового клубу».

### Список українських перекладів
- Ден Браун. Код да Вінчі. Переклад з англійської: Віктор Шовкун. Київ: журнал «Всесвіт». 2006 № 1/2, 3/4, 11/12[5]
- Ден Браун. Код да Вінчі. Переклад з англійської: Анжела Кам'янець. Харків: КСД. 2006. 478 стор. — ISBN 966-343-340-Х (додатковий наклад у 2013, 2018)
- Ден Браун. Янголи і демони. Переклад з англійської: Анжела Кам'янець. Харків: КСД, 2007. 541 с. ISBN 978-966-343-693-7 (додатковий наклад у 2018)
- Ден Браун. Втрачений символ. Переклад з англійської: Володимир Горбатько. Харків: КСД, 2009. 605 с. ISBN 978-966-14-0670-3 (додатковий наклад у 2018)
- Ден Браун. Точка обману. Переклад з англійської: Володимир Горбатько. Харків: КСД, 2010. 526 стор. ISBN 978-966-14-0912-4 (додатковий наклад у 2014, 2015, 2017, 2018)
- Ден Браун. Цифрова фортеця. Переклад з англійської: Володимир Горбатько. Харків: КСД, 2011. 416 с. ISBN 978-966-14-1037-3 (додатковий наклад у 2018)
- Ден Браун. Інферно. Переклад з англійської: Володимир Горбатько. Харків: КСД, 2013. 608 стор. ISBN 978-966-14-5654-8 (додатковий наклад у 2018)
- Ден Браун. Код да Вінчі (підліткова версія). Переклад з англійської: Є. Кононенко. Харків: КСД, 2017. 336 стор. ISBN 978-617-12-3397-3
- Ден Браун. Джерело. Переклад з англійської: Г. В. Яновська. Харків: КСД, 2018. 528 с. ISBN 978-617-12-4752-9